# Heterolepidoderma armatum
Heterolepidoderma armatum är en djurart som tillhör fylumet bukhårsdjur, och som beskrevs av Schrom 1966. Heterolepidoderma armatum ingår i släktet Heterolepidoderma och familjen Chaetonotidae. Inga underarter finns listade i Catalogue of Life.